# Lã Lộc
Lã Lộc (chữ Hán: 吕禄, ? – 180 TCN), không rõ biểu tự, người huyện Đan Phụ, quận Sơn Dương, nhân vật cuối thời Tần đầu thời Hán, cháu của Hoàng hậu Hán Cao Tổ Lã Trĩ. Về sau lúc nhóm đại thần cùng liệt hầu tru diệt họ Lã, bản thân cũng bị giết chết.

## Tiểu sử
Cha của ông là Lã Thích Chi. Hán Huệ Đế năm thứ 7 (188 TCN), Huệ Đế qua đời, Lã hậu bắt đầu lâm triều chuyên quyền, bổ nhiệm con của Lã Trạch là anh em Lã Đài, Lã Sản và Lã Lộc làm tướng quân, thống lĩnh quân nam bắc. Năm sau phân phong họ Lã làm vương, Lã Lộc được phong là Hồ Lăng hầu. Năm Cao hậu thứ 7 (181 TCN), lại đổi phong Võ tín hầu Lã Lộc làm Triệu vương. Tháng 7 năm Cao hậu thứ 8 (180 TCN), Lã hậu bệnh nặng, bèn lấy Triệu vương Lã Lộc làm Thượng tướng quân, kiêm thống lĩnh bắc quân; lại chọn Lã Sản thống lĩnh nam quân. Lã hậu cảnh báo ông rằng sau khi bà chết không nên đi đưa tang, nhất định cử binh bảo vệ hoàng cung để tránh bị khống chế dưới quyền tông thất họ lưu cùng đại thần. Lã hậu trước lúc lâm chung đã chọn con gái của Lã Lộc làm hoàng hậu cho Thiếu Đế Lưu Hoằng.
Lúc bấy giờ, họ Lã ở Trường An chấp chính chuyên quyền, muốn làm loạn, sợ đám đại thần Quán Anh và Chu Bột nên chưa dám phát động. Lã Lộc có một người con gái là vợ của Chu Hư hầu Lưu Chương, đem âm mưu của họ Lã ra nói cho chồng mình biết, Lưu Chương bèn ngầm sai người cáo giác với anh mình là Tề vương Lưu Tương, muốn hạ lệnh cất quân tiến về phía tây, giết họ Lã để lên ngôi. Lưu Chương muốn từ trong cung cùng các đại thần làm nội ứng. Tề vương bèn giết tướng quốc rồi dấy binh, lại liên lạc với các vua chư hầu họ Lưu. Lã Sản bèn sai Quán Anh cầm quân thảo phạt Tề vương, thế nhưng Quán Anh không muốn trợ giúp họ Lã tiêu diệt thế lực tông thất họ Lưu, nên mới án binh ở Huỳnh Dương, cùng Tề vương ước định, đợi họ Lã gây biến thì cùng nhau thảo phạt. Họ Lã muốn dấy loạn ở Quan Trung, nhưng bên trong lo Thái úy Chu Bột và Chu Hư hầu Lưu Chương, bên ngoài sợ liên quân Tề, Sở, lại e ngại Quán Anh làm phản, nên do dự chưa quyết.
Tuy vậy, Lã Lộc và Lã Sản vẫn nắm giữ binh quyền, Chu Bột không có khả năng khống chế cấm quân, Lã Lộc với Lịch Ký có mối quan hệ tốt đẹp, Chu Bột bèn cùng Trần Bình bàn mưu, sai người ép Lịch Thương bắt con là Lịch Ký tới lừa Lã Lộc trao trả binh phù. Tháng 8, Bình Dương hầu Tào Truất biết được tin Lã Sản mưu tính vào trong cung gây loạn, bèn tới báo thừa tướng Trần Bình và thái úy Chu Bột. Lúc ấy Tương Bình hầu Kỷ Thông giữ phù tiết trao cho Chu Bột, Chu Bột lại sai phái Lịch Ký cùng điển khách Lưu Yết ra sức thuyết phục Lã Lộc trao lại binh quyền, Lã Lộc hoàn toàn tin tưởng Lịch Ký, bèn cởi ấn đưa cho Lưu Yết, đem binh quyền trao cho Chu Bột làm chủ bắc quân. Cùng lúc ấy, Lã Sản vẫn tưởng rằng Lã Lộc còn nắm giữ binh quyền, định lên kế hoạch vào cung điện gây loạn, Chu Bột bèn phái Lưu Chương chỉ huy hơn nghìn lính vào cửa cung, Lã Sản vội vàng bỏ chạy, Lưu Chương đuổi theo giết Lã Sản ở trong nhà xí của những viên lại trong phủ Lang trung. Sau đó, bắt chém Lã Lộc, thế lực họ Lã nhanh chóng bị phe cánh Chu Bột tiêu diệt toàn bộ.

## Phim ảnh
- Bộ phim Mỹ nhân tâm kế công chiếu năm 2010, Đỗ Tuấn Trạch đóng vai Lã Lộc